# Moeda ptolemaica

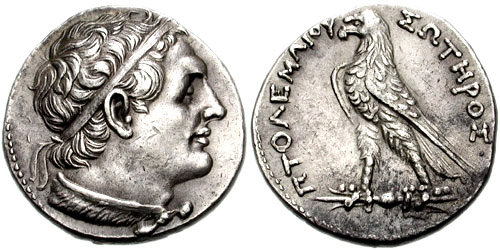
Um tetradracma de prata de Ptolemeu IV Filópator, sem indicação de data, cunhado pela casa da moeda de Arados (c. 214–212 aC); possui 26 mm de largura e 14,10 g de peso. O anverso mostra a cabeça de Ptolemeu I Sóter com um diadema vestindo a égide, enquanto o reverso mostra uma águia em pé sobre um raio com uma inscrição grega: ΠΤΟΛΕΜΑΙΟΥ ΣΩΤΗΡΟΣ, lit. 'de Ptolemeu Sóter'.

As moedas do Reino Ptolemaico eram cunhadas no chamado peso fenício, também conhecido como peso ptolemaico, que correspondia ao peso de um tetradracma ptolemaico. Esse padrão, que não era usado em nenhum outro lugar do mundo helenístico, era menor que o peso ático dominante, que correspondia ao peso do tetradracma helenístico padrão. Consequentemente, as moedas ptolemaicas são menores do que outras do mundo helenístico. Em termos artísticos, eram feitas de prata e seguiam o exemplo das moedas gregas contemporâneas, com figuras dinásticas sendo tipicamente retratadas. O processo de fabricação das moedas ptolemaicas frequentemente resultava em uma depressão central, semelhante à encontrada nas moedas selêucidas.
A dinastia ptolemaica introduziu a cunhagem padrão no Egito, onde as dinastias nativas preexistentes faziam uso muito limitado de moedas. O estáter de ouro egípcio foi a primeira moeda cunhada no Egito Antigo por volta de 360 a.C., durante o reinado do faraó Teos, da XXX dinastia. Essas moedas eram usadas para pagar os salários dos mercenários gregos a seu serviço.
A primeira casa da moeda ptolemaica ficava em Mênfis e posteriormente transferida para Alexandria. Conseguindo monetizar a sociedade egípcia, em grande parte graças aos esforços do rei Ptolemeu II Filadelfo, o reino ptolemaico floresceu. Durante a maior parte de sua história, o reino impôs vigorosamente uma política de moeda única, confiscando moedas estrangeiras encontradas em seu território e forçando seus domínios a adotar a cunhagem ptolemaica. Nos raros casos em que esses domínios tinham permissão para ter sua própria moeda, como a comunidade judaica na Palestina, ainda tinham que seguir o peso ptolemaico. Essas políticas, juntamente com a inflação e a crescente dificuldade de obtenção de prata, causaram o isolamento monetário da moeda ptolemaica.
Após a anexação do Egito ao Império Romano e o fim da dinastia ptolemaica, sua moeda continuou em circulação. Assim foi até o reinado do imperador Nero. A prata das moedas era reutilizada para a produção do tetradracma romano. Denários e áureos não circulavam no antigo Reino Ptolemaico, de modo que o isolamento monetário do Egito continuou.

## Design e simbolismo

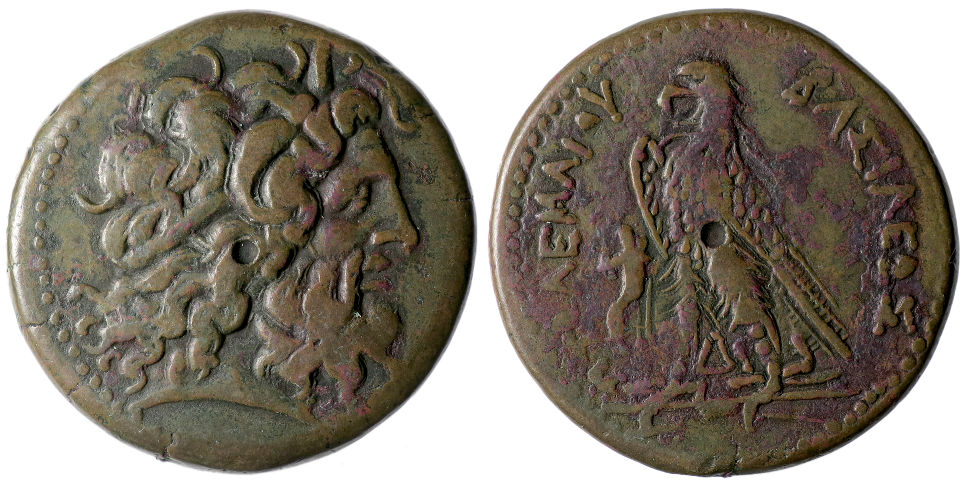
Moeda de bronze de Ptolemeu V Epifânio. A depressão no centro da moeda pode ser vista claramente tanto no anverso quanto no reverso. O reverso mostra um símbolo ptolemaico comum: a águia em pé sobre um raio

O Reino Ptolemaico usava o peso fenício em vez do tradicional peso ático. Este padrão monetário, também conhecido como peso ptolemaico, possuía cerca de 14,20 gramas, correspondente ao peso de um tetradracma ptolemaico. O peso ático mais comum em outros estados helenísticos possuía aproximadamente 17,26 gramas, correspondendo o peso do tetradracma helenístico padrão. A cunhagem ptolemaica era feita em um padrão diferente, e o reino buscava obter controle real total sobre a moeda em circulação. As maiores denominações de moedas de bronze do Reino pesavam até 100 gramas.
Em termos artísticos, a cunhagem ptolemaica seguiu de perto as moedas gregas da época. Um símbolo comum da dinastia ptolemaica é uma águia em cima de um raio, adotada pela primeira vez por Ptolemeu I Sóter. As moedas ptolemaicas mais peculiares incluem as chamadas "emissões dinásticas". Ptolemeu II Filadelfo casou-se com sua irmã Arsínoe II, possivelmente para ganhar legitimidade aos olhos da população egípcia local. Os governantes egípcios tradicionalmente casavam-se com suas irmãs para simbolizar a conexão com a união sagrada entre as divindades Osíris e Ísis. Uma moeda em forma de medalha, com uma face representando Ptolomeu II e Arsínoe II e a outra face representando Ptolomeu I e Berenice I, foi cunhada após a morte de Arsínoe II. Ela teve influência póstuma significativa na vida religiosa egípcia, e a dinastia grega governante foi deificada.
No processo de fabricação de moedas, havia semelhanças com a cunhagem selêucida. Por exemplo, as moedas ptolemaicas costumam apresentar uma depressão central, resultado do processo de fabricação.

## Casa da moeda

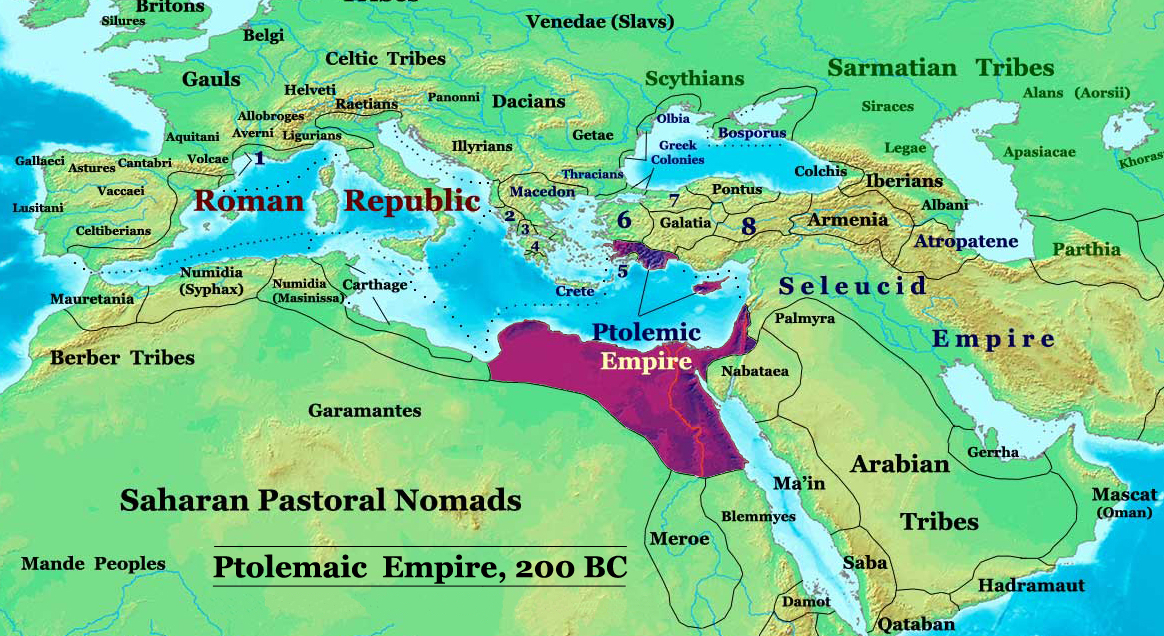
Domínios ptolemaicos em 200 aC

A cunhagem foi usada no Reino Ptolemaico durante a última dinastia do Egito e, brevemente, durante o domínio romano. A primeira casa da moeda do reino ficava em Mênfis. Posteriormente, foi transferida para Alexandria.
Tiro era a cidade costeira mais importante das cinco cidades ptolemaicas com uma casa da moeda na Síria. Após a conquista da Celessíria pelo Reino Selêucida, liderado por Antíoco III Magno, Ptolemais da Fenícia (Acre) ainda tinha permissão para cunhar moedas com o peso fenício. A casa da moeda permaneceu muito prolífica e estava entre as mais ativas do Reino Selêucida. É provável que a cidade tenha cunhado moedas de prata sem interrupção após a troca de poder, já que era uma cidade muito importante na Fenícia. Entretanto, os selêucidas descontinuaram a casa da moeda ptolemaica em Jafa.
Na Grécia, a cunhagem ptolemaica origina-se principalmente do Peloponeso e da Eubeia. Corinto não cunhou moedas durante sua breve subordinação ao reino.
Chipre tinha muitas casas da moeda importantes, e a ilha cunhou grandes quantidades de moedas ptolemaicas entre 200 a.C. e 80 a.C. A ilha também era mais rica em prata que o Egito. No século II a.C., a maioria das moedas cipriotas é facilmente identificável e datável, pois inclui abreviações para casas da moeda e datas para moedas de ouro e prata. As casas da moeda cipriotas desse período incluem Salamina (abreviado ΣA), Cítio (abreviado KI) e Pafos (abreviado Π, posteriormente ΠA). Enquanto isso, em Creta, não havia moeda real em uso, e as cidades cretenses tinham uma forte autonomia para cunhar suas próprias moedas.
Não há evidências da existência de casas da moeda ptolemaicas na Ásia Menor. Além disso, regiões como a Cilícia e a Lícia não possuíam casas da moeda autônomas com moeda local. Aparentemente, havia pouca circulação monetária na Cária, Lícia, Panfília e Cilícia. A cunhagem de prata panfílica local foi descontinuada sob o controle ptolemaico. É provável que os povos do sul da Ásia Menor simplesmente não tivessem o hábito de usar moedas em transações econômicas cotidianas.